# ツゲ科
ツゲ科（ツゲか、Buxaceae）は双子葉植物に属する科で、4または5属、90-120種からなり、常緑の木本およびわずかな多年草を含む。
世界の熱帯から温帯に分布する。花は単性で花弁を欠き、がくと雄蕊は4個のものが多い。子房上位で、果実は蒴果または核果で種子を数個含む。
日本にはツゲ（小高木、園芸用、また木材を櫛などに利用する）とフッキソウ（草のような小低木で、植え込みによく使う）が野生する。 
APG植物分類体系第3版では、ツゲ目が新設されている。

## 属
- ツゲ属 Buxus - ツゲ
- フッキソウ属 Pachysandra - フッキソウ
- Sarcococca
- Styloceras
- Notobuxus （ツゲ属に含める説もある）